# Joseph Heller
Joseph Heller (1. maj 1923 – 12. december 1999) var en amerikansk forfatter.
Han har studeret ved Columbia University. Under 2. verdenskrig var han bombepilot stationeret på Korsika. Her hentede han inspiration til sin store satiriske roman Punkt 22, der foregår ved en bombeeskadrille under anden verdenskrig.